# Noviherbaspirillum aridicola
Noviherbaspirillum aridicola es una bacteria gramnegativa del género Noviherbaspirillum. Fue descrita en el año 2022. Su etimología hace referencia a habitante de lugares áridos. Es aerobia y móvil por flagelo polar. Tiene un tamaño de 0,4-0,6 μm de ancho por 1,9-2,4 μm de largo. Forma colonias circulares, de color naranja y con márgenes enteros tras 72 horas de incubación. Catalasa y oxidasa positivas. Crece en agar R2A y TSA. Temperatura de crecimiento entre 20-40 °C, óptima de 30-37 °C. Tiene un contenido de G+C de 65,5%. Se ha aislado de una muestra de suelo en Karak, Pakistán.